# Заватарело
Заватарело (итал. Zavattarello) је насеље у Италији у округу Павија, региону Ломбардија.
Према процени из 2011. у насељу је живело 500 становника. Насеље се налази на надморској висини од 544 м.

## Становништво
| 1931. | 1936. | 1951. | 1961. | 1971. | 1981. | 1991. | 2001. | 2011. |
| ----- | ----- | ----- | ----- | ----- | ----- | ----- | ----- | ----- |
| 2.277 | 2.327 | 2.098 | 1.752 | 1.871 | 1.418 | 1.221 | 1.129 | 1.921 |